# Vitor Hugo
Vitor Hugo Franchescoli de Souza, plus connu sous le nom de Vitor Hugo, né le 20 mai 1991 à Guaraci (Brésil), est un footballeur brésilien qui évolue au poste de défenseur central à l'Atlético Mineiro, en prêt de l'EC Bahia.
Son nom de famille Franchescoli a été donné en l'honneur d'Enzo Francescoli, le milieu de terrain uruguayen.

## Carrière

### Santo André
En 2010, il se met en évidence avec le club de São Paulo, après avoir obtenu de bons résultats, et se voit transféré vers d'autres clubs au Brésil.

### América Mineiro
En mai 2013, Vitor signe avec l'América Mineiro, et participe à la série B du championnat brésilien.

### Palmeiras
Le 15 décembre 2014, il signe avec Palmeiras, un prêt d'un an avec option d'achat.
Il fait ses débuts officiels en faveur du club le 31 janvier, lors d'une victoire sur l'Audax 3-1, à l'occasion d'un match comptant pour le Championnat de São Paulo.
Étant l'un des meilleurs défenseurs de la première manche du Championnat de São Paulo, il devient titulaire dans l'équipe Palmeiras.
Vitor marque son premier but pour Palmeiras lors d'une rencontre face à Santos, où l'équipe remporte le match 2-1. Il inscrit également un but contre le club de São Bernardo lors du championnat de São Paulo, où Palmeiras remporte le match 1-0.
En septembre 2015, Palmeiras achète 50 % des droits économiques de Vitor Hugo au club de Tombense, qui détient les droits pour environ 6 millions R$, avec un contrat pour cinq saisons.
Au cours de sa première saison, Vitor Hugo devient l'un des joueurs clés du club. Le 2 décembre 2015, il remporte la Coupe de Brésil avec Palmeiras, en finale contre Santos. Pour la première fois, ce match se joue à l'Allianz Parque.
Par la suite, le 27 décembre 2016, il remporte le Championnat Brésilien.

### Équipe du Brésil
Il est appelé en équipe nationale brésilienne par l'entraîneur Tite pour un match amical contre la Colombie. Comme le match amical ne figure pas au calendrier de la FIFA, seuls les athlètes qui travaillent au Brésil ont été appelés.

## Palmarès
- Vainqueur de la Coupe de Brésil en 2015
- Champion de Brésil en 2016

 Trabzonspor
- Championnat de Turquie
  - Champion en 2022